# Euskal Herriko Laborarien Batasuna
Euskal Herriko Laborarien Batasuna (ELB) est un syndicat agricole affilié à la Confédération paysanne. Sa zone d'intervention est le Pays basque.

## Historique

### Scission avec la FDSEA et affiliation à la Confédération paysanne
La création d'ELB répond à la volonté de défendre les spécificités du modèle agricole dominant au Pays basque, favorable à une production paysanne et s'opposant à l'expansion et à la concentration des exploitations,, allant ainsi à l'encontre du productivisme du syndicat dominant à l'échelle du département, la FDSEA. ELB est ainsi créé en 1982, et devient dès 1983 la deuxième force syndicale au Pays basque avec 30% des voix aux élections de la chambre d'agriculture (11,8% à l'échelle du département).
ELB est affiliée à la Confédération nationale des syndicats de travailleurs paysans puis à la Confédération paysanne dès la création de cette dernière en 1987.
Le syndicat est proche de la mouvance abertzale, bien que n'entretenant aucun lien formel avec ses différentes organisations. Il se veut ainsi une organisation non corporatiste défendant un projet politique global pour le territoire basque.

### Création d'Euskal Herriko Laborantza Ganbara
ELB revendique la création d'une chambre d'agriculture propre au Pays basque, qui serait plus à même de représenter les pratiques paysannes majoritaires sur le territoire. Il organise plusieurs manifestations (notamment en 1995 et en 2001 à Bayonne, réunissant jusqu'à 1 500 personnes) et occupe les locaux de la chambre d'agriculture des Pyrénées-Atlantiques à Hasparren en octobre 2003 pour défendre cette revendication. Devenu majoritaire au Pays basque aux élections de 2001 (51,27% sur le territoire), le syndicat participe en 2002 à la création de la plateforme Batera, qui en fait l'un de ses objectifs principaux.

Terres achetées par le groupement foncier agricole mutuel Lurra puis par la société en commandite par actions Lurzaindia entre 1980 et 2016.

Le syndicat s'implique ainsi fortement dans la création en janvier 2005 d'Euskal Herriko Laborantza Ganbara, association se voulant une institution alternative à la chambre des Pyrénées-Atlantiques. Le premier président de l'association Michel Berhocoirigoin est d'ailleurs membre d'ELB. EHLG relaie ainsi les combats historiques d'ELB contre la spéculation foncière et en faveur d'une transmission facilitée des exploitations.
ELB est également partie prenante du fonctionnement de la société en commandite par actions Lurzaindia, qui vise à collecter des fonds pour défendre le foncier agricole,. Dans ce cadre, il participe à des occupations de terres pour lutter contre la spéculation foncière,, notamment contre le projet Marienia.
ELB est proche du syndicat Euskal herriko nekezarien elkartea (eu) (EHNE), actif de l'autre côté des Pyrénées. 